# شاشا نخعی
شاشا نخعی یک کارگردان فیلیپینی-ایرانی اهل کشور کانادا است. او بیشتر به خاطر کارگردانی فیلم "اسکاربرو" که در سال ۲۰۲۱ ساخته شد، شناخته می‌شود. این فیلم برنده جایزه بهترین فیلم کانادایی شد و نخعی و ویلیامسون که کارگردانان این فیلم بودند، جایزه بهترین کارگردانی را در دهمین دوره جوایز اسکرین کانادا در سال ۲۰۲۲ دریافت کردند.
او که با ویلیامسون در شرکت تولید فیلم «کامپی فیلمز» همکار بود، برای اولین بار با فیلم مستند "نور را بگیر" که در سال ۲۰۱۸ منتشر شد، شناخته شد. این فیلم مستند نامزد بهترین مستند کوتاه در پنجمین جوایز اسکرین کانادا در سال ۲۰۱۷ بود. شاشا تهیه‌کننده فیلم مستند کوتاه "فریم ۳۹۴" اثر ویلیامسون نیز بود. این مستند نامزد بهترین مستند کوتاه در پنجمین دوره جوایز اسکرین کانادا در سال ۲۰۱۷ بود.
فیلم "اسکاربرو" به کارگردانی مشترک نخعی و ویلیامسون به عنوان اولین فیلم داستانی آنها، در جشنواره بین‌المللی فیلم تورنتو ۲۰۲۱ به نمایش درآمد. این فیلم به عنوان برنده جایزه فیلم تورنتو شناخته شد و در بخش نظر مردمی رده دوم را کسب کرد. این فیلم یک جایزه افتخاری از هیئت داوران به عنوان جایزه بهترین فیلم کانادا دریافت کرد. این فیلم نامزد جایزه بهترین فیلم کانادایی راجرز از طرف انجمن منتقدان فیلم تورنتو شد.

## فیلم‌ها
- کاسه قند (۲۰۱۱)
- پاروپارو (۲۰۱۳)
- ۱۸ گل رز (۲۰۱۶)
- نور را بگیر (۲۰۱۷)
- سوراخ در تپه مخزن (۲۰۱۸)
- سی و هشت دقیقه (۲۰۲۰)[۱۱]
- اسکاربرو (۲۰۲۱)